# Ibn Abbad
Abu-l-Qàssim Ismaïl ibn Abbad ibn al-Abbàs ibn Abbad ibn Àhmad ibn Idrís, més conegut senzillament com a Ibn Abbad, i com a Kafi-l-Kufat o as-Sàhib (Istakhr 14 de setembre de 938-Rayy 30 de març del 995) fou un home de lletres i visir buwàyhida del segle x.
Era fill d'Abbad ibn al-Abbàs conegut com a Shaykh al-Amin, que fou visir de Rukn-ad-Dawla abans del 940 i havia mort el 946 o 947. El 958 va començar una gran amistat amb el príncep Abu Mansur, conegut a la història com Muàyyid-ad-Dawla. A la mort de Rukn-ad-Dawla el 16 de setembre del 976 el govern d'Esfahan va passar a Muàyyid, que el va nomenar com a katib i va confirmar com a visir a Abu-l-Fath Alí ibn Muhàmmad conegut com a Ibn al-Amid II. Aquest es va voler desfer d'Ibn Abbad, però Àdud-ad-Dawla el va fer matar i Ibn Abbad va ascendir a visir de Muàyyid-ad-Dawla. Àdud-ad-Dawla va morir el 983 i Muayyid el 984; llavors el visir va cridar a la successió a Fakhr-ad-Dawla, al que abans havia combatut, que era el degà de la família i, per tant, no sotmès a cap altre sobirà. Fakhr el va conservar com a visir. Ibn Abbad va fer intervenir al seu senyor en favor de Xams-ad-Dawla contra Bahà-ad-Dawla i després en favor d'aquest darrer contra el primer.
Va morir el 30 de març del 995 a Rayy.
Va deixar escrites obres de teologia dogmàtica, història, gramàtica, crítica literària, poesia i anècdotes.